# Olga Chorens
Olga Chorens (La Habana, 7 de febrero de 1924-Miami, 22 de septiembre de 2023) fue una cantante y actriz cubana.

## Biografía
En 1951, Chorens coprotagonizó junto a su esposo, Tony Álvarez, el show de la emisora de la televisión de la CMQ en Cuba conocido como El show de Olga y Tony, que era un programa que se trasmitía en vivo con una orquesta compuesta por artistas de mucho renombre que participaban junto con ellos en el show. Todos los huéspedes cantaban siempre en vivo y con el acompañamiento de un coro siempre que fuera necesario. Tony y Olga también cantaban varias canciones durante la emisión del programa.
Chorens también participó en varias películas, por ejemplo, en  Romance Musical junto a los actores Otto Sirgo y Enriqueta Sierra.
Olga y Tony fueron galardonados y premiados con el título de Miss y Míster Televisión en la década de los 50 en Cuba.
Con el inicio de la Revolución cubana, la pareja se fue al exilio en 1963 y vivieron en la ciudad de México y luego en Miami y Nueva York (Estados Unidos), San Juan (Puerto Rico) y Madrid (España).

## Premios, trofeos, reconocimientos
- 1955 - Nombrados "Miss y Míster Televisión" en su país natal Cuba, los premiaron con grandes trofeos.
- 1999 - Olga y Tony recibieron una estrella en el "Camino de la Fama" de la Calle Ocho en Miami, Fl.
- 2008 - En octubre 24, se les otorgó a sus seguidores nombrar la avenida 35 sur-oeste, entre las calles 7 y 8, con el nombre de "Avenida Olga y Tony" en Miami, Fl.